# Rózsaszín párduc (televíziós sorozat, 1969)
A Rózsaszín párduc (eredeti cím: The Pink Panther Show) 1964 és 1980 között bemutatott amerikai televíziós rajzfilmsorozat, amelyet három rövid, 7 perces epizódjaiból fűzték össze, a Felügyelő, a Hangya és a hangyász és az Őrült lábú daru című filmsorozatokkal együtt. Amerikában 1969-től 1980-ig az ABC adta le másrészt a rajzfilmsorozatot, amelyet Friz Freleng és David H. DePatie rendezett. Magyarországon 1987-ben kiválogatták az két-három évad 15 epizódját az MTV1 adására csütörtökönként, az ismétlését viszont szombatonként vetítették le, később az új szinkronnal a Viasat 3-on adták le a két-három évad teljes epizódját hétköznaponként 2007. január 15. és március 23. között, másodszor nyáron is. A Viasat 6-on a negyedik és ötödik évadot vetítették le dupla részeként 2008. október 5. és december 28. között, az harmadszor pedig 2009. január 10. és 2010. február 22. között ismételték meg.

## Ismertető
A történet főszereplője egy Párduc, a fülbemászó zenére mozgó rajzfilmfigura, aki a csetlő-botló Clouseau felügyelő orra alá borsot tör szüntelenül. A zenei betéteken, egyes néhány szavas narráción és emberek által előidézett hanghatásokon kívül gyakorlatilag némafilm, bármilyen nyelvi környezetben élvezhető.

## Szereplők
- Rózsaszín párduc – A rajzfilmsorozat főhőse egy párduc, aki szereti a saját színét, a rózsaszínt.
- Kis ember – Egy rózsaszíngyűlölő apró ember, a rózsaszín párduc ellensége.
- Felügyelő – Magánnyomozó, aki a rejtélyes bűneseteket oldja meg. A rajzfilm készítői a Rózsaszín párduc-filmekből való francia Clouseau felügyelőről mintázták, amire utal az is, hogy a "Felügyelőről" készült epizódok Párizsban játszódnak (egy alkalommal a "Felügyelő" az autójával az Eiffel-toronnyal karambolózik). Az iróniát erősíti, hogy a francia "Felügyelő" csetlései-botlásaihoz Csajkovszkijnak a Napóleon felett aratott győzelem emlékére szerzett 1812-Nyitányát játsszák alá.
- Deux-Deux – A felügyelő ügyefogyott segédje, a francia csendőrség egyik őrmestere. Az eredeti angol verzióban erős spanyol akcentussal bír, ami sokszor bosszantja a Felügyelőt. A Rózsaszín párduc-filmekben ezzel még Clouseau-nak volt feltűnően franciás akcentusa.
- Ezredes – A felügyelő rendőrfőnöke. Mintájául szintén a Rózsaszín párduc-filmekben szereplő Dreyfus felügyelő, Clouseau felettese szolgált. A Felügyelő tehetetlenkedései gyakran mennek az Ezredes idegeire és a ballépéseinek is igen gyakran ő issza meg a levét.
- Hangyász – Egy nagyon éhes hangyász, aki sokszor megpróbálja megenni a hangyát, de mindig kudarcot vall.
- Hangya – Egy ravasz és okos hangya, aki sokszor túljár a hangyász eszén.
- Őrült-lábú daru – Egy dinka daru apuka, aki szalmakalapot visel, hiába üldözi a szitakötőt, de barátságot köt vele.
- Szitakötő – Egy sárkányszerű zöld rovar, aki képes tüzet okádni, mint a többi sárkány.

## Magyar hangok
| Szereplő                              | Eredeti hang                                                              | Magyar hang (15 részben)                                               | Magyar hang (15 részben)                  |
| Szereplő                              | Eredeti hang                                                              | 1. magyar szinkron (MTV1, 1986)                                        | 2. magyar szinkron (Viasat 3, 2006)       |
| ------------------------------------- | ------------------------------------------------------------------------- | ---------------------------------------------------------------------- | ----------------------------------------- |
| Narrátor                              | Marvin Miller                                                             | Varanyi Lajos                                                          | Kőszegi Ákos                              |
| Rózsaszín párduc                      | Rich Little                                                               | Lippai László                                                          | Németh Gábor                              |
| Felügyelő                             | Pat Harrington, Jr.                                                       | Verebes Károly                                                         | Balázs Péter                              |
| Deux-Deux                             | Pat Harrington, Jr. Don Messick (31. részben)                             | Mikó István                                                            | Imre István                               |
| Ezredes                               | Larry Storch (2 részben) Paul Frees (8 részben) Marvin Miller (5 részben) | Horváth Pál                                                            | Orosz István                              |
| Hangyász                              | John Byner                                                                | Szerednyey Béla                                                        | Forgács Gábor                             |
| Hangya                                | John Byner                                                                | Csellár Réka                                                           | Szokol Péter                              |
| Őrült-lábú daru                       | Larry D. Mann                                                             | –                                                                      | Kassai Károly                             |
| Szitakötő                             | Frank Welker                                                              | –                                                                      | Szatmári Attila                           |
| ifj. Őrült-lábú daru                  | Frank Welker                                                              | –                                                                      | Előd Botond                               |
| Felolvasó                             | –                                                                         | P. Debrenti Piroska (főcím felolvasó) Kertész Péter (szöveg felolvasó) | Szersén Gyula (1-49) Bozai József (50-82) |
| További szereplők                     |                                                                           |                                                                        |                                           |
| Drakula gróf                          | Hal Smith                                                                 | Versényi László                                                        | Cs. Németh Lajos                          |
| Karibu Lou                            | Mark Skor                                                                 | Izsóf Vilmos                                                           | Bácskai János                             |
| Scotland Yard-i nyomozó               | Lennie Weinrib                                                            | Velenczey István                                                       | Versényi László                           |
| Ezredes felesége                      | Diana Maddox                                                              | Margitai Ági                                                           | Bókai Mária                               |
| Hálóinges nő az ablaknál              | Joan Gerber                                                               | Pápai Erzsi                                                            | Csonka Anikó                              |
| Kutyás nő                             | Laura Olsher                                                              | Pápai Erzsi                                                            | Csonka Anikó                              |
| Rovarirtó alkalmazott                 | John Byner                                                                | Pápai Erzsi                                                            | Kőszegi Ákos                              |
| Komputer                              | John Byner                                                                | Baranyi László                                                         | Fehér Péter                               |
| Beszélő mérleg                        | Larry Storch                                                              | Benedek Miklós                                                         | Juhász György                             |
| Boltos                                | Larry Storch                                                              | Galamb György                                                          | Kőszegi Ákos                              |
| Gazdaggá lett férfi                   | Larry Storch                                                              | Galgóczy Imre                                                          | Gardi Tamás                               |
| Múzeumigazgató                        | Marvin Miller                                                             | Sugár László                                                           | Gardi Tamás                               |
| Urg                                   | Marvin Miller                                                             | Csurka László                                                          | Németh Gábor                              |
| Ál-pszichológus                       | Marvin Miller                                                             | Konrád Antal                                                           | Varga Tamás                               |
| Börtönigazgató                        | Marvin Miller                                                             | Képessy József                                                         | Várkonyi András                           |
| Piszkos Pierre                        | Marvin Miller                                                             | Kaló Flórián                                                           | Seder Gábor                               |
| Charlie Chan                          | Marvin Miller                                                             | Szatmári István                                                        | Kapácsy Miklós                            |
| Devereaux                             | Rich Little                                                               | Miklósy György                                                         | Kapácsy Miklós                            |
| Hoskins                               | Rich Little                                                               | Szabó Ottó                                                             | Bartucz Attila                            |
| Hassan                                | Paul Frees                                                                | Szabó Ottó                                                             | Hegedűs Miklós                            |
| Mulató pincére                        | Paul Frees                                                                | Galgóczy Imre                                                          | Hegedűs Miklós                            |
| Vadász                                | Paul Frees                                                                | Rátonyi Róbert                                                         | Varga T. József                           |
| Pók Pierre                            | Paul Frees                                                                | Gruber Hugó                                                            | Varga T. József                           |
| Diszpécser                            | Paul Frees                                                                | Perlaki István                                                         | Kőszegi Ákos                              |
| Hordár                                | Paul Frees                                                                | Soós Lajos                                                             | Seder Gábor                               |
| Melody Mercurochrome                  | June Foray                                                                | Farkas Zsuzsa                                                          | Szórádi Erika                             |
| Szőke nő a mulatóban                  | June Foray                                                                | Farkas Zsuzsa                                                          | Csonka Anikó                              |
| Szobalánynak öltözött ál-pszichológus | June Foray                                                                | Konrád Antal                                                           | Csonka Anikó                              |
| Kislány a gyerekek közt               | N/A                                                                       | Ábel Anita                                                             | Laudon Andrea                             |
| Nagydarab börtöntöltelék              | N/A                                                                       | Benkóczy Zoltán                                                        | Hegedűs Miklós                            |
| Csapos                                | N/A                                                                       | Farkas Antal                                                           | Hegedűs Miklós                            |
| Monte Cristo grófja                   | N/A                                                                       | Galgóczy Imre                                                          | Seder Gábor                               |
| Disznó                                | N/A                                                                       | Miklósy György                                                         | Seder Gábor                               |
| Zöld szörny                           | N/A                                                                       | N/A                                                                    | Seder Gábor                               |
| Egyéb favágó                          | N/A                                                                       | Soós Lajos                                                             | Kőszegi Ákos                              |
| Biztonsági őr a rakéta állomáson      | N/A                                                                       | Rácz Géza                                                              | Fehér Péter                               |
| Letartóztatott őrült tudós            | N/A                                                                       | N/A                                                                    | Fehér Péter                               |
| Angol rendőr                          | N/A                                                                       | Kertész Péter                                                          | N/A                                       |

- További magyar hangok (első-három évad teljes epizódja): Bácskai János, Bartucz Attila, Bókai Mária, Cs. Németh Lajos, Csonka Anikó, Fehér Péter, Fekete Zoltán, Gardi Tamás, Hegedűs Miklós, Juhász György, Kapácsy Miklós, Kőszegi Ákos, Megyeri János, Rudas István, Seder Gábor, Varga Tamás, Várkonyi András
- További magyar hangok (4. és 5. évadban): Albert Gábor, Bácskai János, Bókai Mária, Kassai Ilona, Presits Tamás, Seder Gábor, Szabó Zselyke, Szente Vajk, Szűcs Sándor, Végh Ferenc, Versényi László

## Magyar megjelenés
Magyarországon, 1990-ben a Hungarovideo forgalmazásában, csak a rózsaszín párducot adták ki VHS-en, a tartalmát 9 epizódját állították össze, 2 kiadványban, 1998-ban pedig, az InterCom Zrt. forgalmazásában, csak 8 epizódját állították össze két VHS-kiadványban is.
| A rózsaszín párduc tartalma | A rózsaszín párduc tartalma | A rózsaszín párduc tartalma | A rózsaszín párduc tartalma |
| Hungarovideo, 1990 (9 epizód) | Hungarovideo, 1990 (9 epizód) | InterCom, 1998 (8 epizód) | InterCom, 1998 (8 epizód) |
| --- | --- | --- | --- |
| - Besurranó albérlő - Nyomás a vízbe! - A vén tengeri párduc - Az egerésző nagymacska - Párduc az égen - A rózsaszín matador - Rózsaszín álmok - Párduc kiveszőfélben - Somolyogjunk, kérem! | - Éljen az ifjú pár-duc - Egy szú, mint száz - Rózsaszín horror - A hős csősz - Viszkető veszedelem - Rozsdaszín párduc - Légy erős, a légy erős - Rózsaszín álmatlanság - Párduc a pácban | - Rózsaszín reggeli - Kuka párduc - A rózsa(szín) vére - Nyílik még a sárga rózsa - Légy résen! - Rózsavölgyi elő párduc - A rózsaszín bolygó - Párduc a paripán | - Varázsrózsa vessző - Szeget, szeggel - Hamu-pink-őke - Hazárd, hazárd, te mindenem - Papapárduc-babarózsa - Szú-bosszú - 1 párduc, 2 pár keréken - Lóvá tett párduc |